# Цахес
„Цахес“ е български игрален филм (романтична комедия) от 2010 година на режисьора Анри Кулев, по сценарий на Христо Ганев. Оператор е Светлана Ганева. Музиката във филма е композирана от Стефан Димитров.

## Актьорски състав
- Стоян Алексиев – доктор Алпанус
- Касиел Ноа Ашер – феята Розабел Верде
- Захари Бахаров – Балтазар
- Виолета Марковска – Кандида
- Емил Котев – Цахес
- Явор Бахаров – Фабиан
- Пламен Димитров – Пулхер
- Ивайло Христов – професор Мош Терпин
- Мая Новоселска – Лиза
- Христо Мутафчиев – княз Панфуциус
- Малин Кръстев – пасторът
- Любомир Петкашев – министър Андрес
- Петър Попйорданов – Винченцо Сбиока
- Мариян Бозуков – барон фон Монщайн
- Павел Поппандов (като Павел Попандов) – камерхер
- Линда Русева – кукла
- Светослав Марков – младият Цахес
- Стилиян Крестев – малкият Цахес
- Христо Нейков – детето в количката
- Петя Силянова – селянка
- Александра Братанова – селянка
- Йорданка Любенова – селянка
- Красимира Апостолова – селянка
- Добрин Досев – поет
- Лидия Димова – приятелка
- Велико Стоянов – механик
- Йоана Йорданова – фея
- Виктория Заимова – фея
- Ива Чолакова – фея
- Ивета Георгиева – фея
- Дина Мановска – фея
- Кирил Трайковски – войник
- Петър Батолийски – войник
- Марян Грозданов – войник
- Франк Луканов – детето на пастора
- Виктория Иванчева – дете
- Вероника Барутчийска – дете